# لبیجه
لبیجه (به لاتین: Lebiedzie) یک روستا در لهستان است که در گمینا ستردنگ واقع شده‌است.